# Ossip Zetkin
Pour les articles homonymes, voir Zetkin.
Ossip Zetkin (en russe : Осип Цеткин), né en 1850 et mort le 29 janvier 1889, est un révolutionnaire socialiste russe. 
Il est le compagnon de vie de Clara Zetkin.

## Biographie
Ossip Zetkin est originaire d'une famille de commerçants juifs d'Odessa. Il est un membre actif du mouvement russe Narodniki. Menacé pour des raisons politiques, il doit fuir à Leipzig. Il y travaille comme charpentier et s'affilie au mouvement social-démocrate. Il y intègre un cercle étudiant où il rencontre Clara Eißner, qui sera plus tard connue sous le nom de Clara Zetkin. À la suite des lois antisocialistes, il est arrêté en 1880, en même temps qu'August Bebel et Wilhelm Liebknecht. Considéré comme un « étranger gênant », il est exilé de Leipzig.
Il choisit alors de partir pour Paris, où il s'installe en concubinage avec Clara Eißner, qui fait de Zetkin son nom d'usage. Ils ont deux fils, Maxime (1883-1965) et Kostja Zetkin (1885-1980).
Ossip Zetkin joue un rôle important dans la préparation du premier congrès de l'Internationale ouvrière en 1889. Il meurt la même année, de la tuberculose.

## Publications
- Die barfüßige Bande: ein Beitrag zur Kenntniß der Lage der arbeitenden Klassen in Rußland, 1885
- Der Sozialismus in Frankreich seit der Pariser Kommune, Berlin, 1889
- Charakterköpfe aus der französischen Arbeiterbewegung, Berlin, 1892